# Municipio de San Francisco Tlapancingo
El municipio de San Francisco Tlapancingo (del náhuatl: tlapan, trintli, co ‘lugar, diminutivo, en’‘En el pequeño Tlalpan’) es uno de los 570 municipios del estado mexicano de Oaxaca. Según el censo de 2020, tiene una población de 2472 habitantes. Pertenece al distrito de Silacayoapam, dentro de la región mixteca. Su cabecera es la localidad de San Francisco Tlapancingo.

## Geografía
El municipio abarca 97.32 km² y se encuentra a una altitud promedio de 1380 m s. n. m., oscilando entre 2600 y 1300 m s. n. m.